# Cornelia Hanisch
Cornelia Hanisch (12 de junio de 1952) es una deportista alemana que compitió para la RFA en esgrima, especialista en la modalidad de florete.
Participó en dos Juegos Olímpicos de Verano, obteniendo dos medallas en Los Ángeles 1984, oro en la prueba por equipos y plata en individual. Ganó diez medallas en el Campeonato Mundial de Esgrima entre los años 1977 y 1985, y dos medallas en el Campeonato Europeo de Esgrima en los años 1981 y 1983.

## Palmarés internacional
| Juegos Olímpicos   | Juegos Olímpicos             | Juegos Olímpicos  | Juegos Olímpicos    |
| Año                | Lugar                        | Medalla           | Prueba              |
| ------------------ | ---------------------------- | ----------------- | ------------------- |
| 1984               | Los Ángeles (Estados Unidos) | Medalla de oro    | Florete por equipos |
| 1984               | Los Ángeles (Estados Unidos) | Medalla de plata  | Florete individual  |
| Campeonato Mundial |                              |                   |                     |
| Año                | Lugar                        | Medalla           | Prueba              |
| 1977               | Buenos Aires (Argentina)     | Medalla de plata  | Florete por equipos |
| 1978               | Hamburgo (RFA)               | Medalla de bronce | Florete individual  |
| 1979               | Melbourne (Australia)        | Medalla de oro    | Florete individual  |
| 1979               | Melbourne (Australia)        | Medalla de bronce | Florete por equipos |
| 1981               | Clermont-Ferrand (Francia)   | Medalla de oro    | Florete individual  |
| 1981               | Clermont-Ferrand (Francia)   | Medalla de plata  | Florete por equipos |
| 1982               | Roma (Italia)                | Medalla de bronce | Florete por equipos |
| 1983               | Viena (Austria)              | Medalla de plata  | Florete por equipos |
| 1985               | Barcelona (España)           | Medalla de oro    | Florete individual  |
| 1985               | Barcelona (España)           | Medalla de oro    | Florete por equipos |
| Campeonato Europeo |                              |                   |                     |
| Año                | Lugar                        | Medalla           | Prueba              |
| 1981               | Foggia (Italia)              | Medalla de bronce | Florete individual  |
| 1983               | Lisboa (Portugal)            | Medalla de oro    | Florete individual  |